# Liste der Fußballspieler mit den meisten Serie-A-Einsätzen
Die Liste der Fußballspieler mit den meisten Serie-A-Einsätzen enthält alle Spieler, die seit der Gründung der Liga im Jahr 1929 mindestens 400 Ligaspiele absolviert haben. Rekordhalter mit den meisten Einsätzen ist Gianluigi Buffon. Er überbot am 4. Juli 2020 die bis dahin bestehende Bestmarke von Paolo Maldini.
Die in den Spielzeiten 1943/44 bis 1945/46 absolvierten Ligaspiele werden in der Liste nicht berücksichtigt, da diese Austragungen des Wettbewerbs aufgrund des Zweiten Weltkriegs verkürzt in mehreren Gruppen ausgetragen und die Meisterschaft zwischen den Serie-A- und Serie-B-Mannschaften ausgespielt wurde. Ebenfalls nicht berücksichtigt werden die Einsätze in den Entscheidungsspielen um die Meisterschaft sowie um die Qualifikation für die europäischen Pokalwettbewerbe.

## Liste der Rekordspieler
Stand: Saisonende 2022/23; Fettgedruckte Spieler sind noch in der Serie A aktiv.
| Rang | Name                  | Jahre     | Spiele | Vereine (in chronologischer Reihenfolge) |
| ---- | --------------------- | --------- | ------ | --- |
| 01   | Gianluigi Buffon      | 1995–2021 | 657    | AC Parma (168), Juventus Turin (489) |
| 02   | Paolo Maldini         | 1984–2009 | 647    | AC Mailand (647) |
| 03   | Francesco Totti       | 1992–2017 | 619    | AS Rom (619) |
| 04   | Javier Zanetti        | 1995–2014 | 615    | Inter Mailand (615) |
| 05   | Gianluca Pagliuca     | 1987–2007 | 592    | Sampdoria Genua (198), Inter Mailand (165), FC Bologna (206), Ascoli Calcio (23) |
| 06   | Dino Zoff             | 1961–1983 | 570    | Udinese Calcio (4), AC Mantova (93), SSC Neapel (143), Juventus Turin (330) |
| 07   | Samir Handanovič      | 2005–2023 | 566    | Udinese Calcio (182), FCB Treviso (3), Lazio Rom (1), Inter Mailand (380) |
| 08   | Pietro Vierchowod     | 1980–2000 | 562    | Como Calcio (30), AC Florenz (28), AS Rom (30), Sampdoria Genua (358), Juventus Turin (21), AC Mailand (16), Piacenza Calcio (79)                                                          |
| 9    | Fabio Quagliarella    | 2000–     | 556    | Torino Calcio (55), Ascoli Calcio (33), Sampdoria Genua (277), Udinese Calcio (73), SSC Neapel (34), Juventus Turin (84)                                                                   |
| 010  | Roberto Mancini       | 1981–2000 | 541    | FC Bologna (30), Sampdoria Genua (424), Lazio Rom (87) |
| 11   | Silvio Piola          | 1929–1954 | 537    | US Pro Vercelli (127), Lazio Rom (227), Juventus Turin (28), Novara Calcio (155) |
| 12   | Enrico Albertosi      | 1958–1980 | 532    | AC Florenz (185), Cagliari Calcio (177), AC Mailand (170) |
| 13   | Gianni Rivera         | 1958–1979 | 527    | US Alessandria Calcio (26), AC Mailand (501) |
| 14   | Giuseppe Bergomi      | 1980–1999 | 519    | Inter Mailand (519) |
| 15   | Alberto Gilardino     | 1999–2017 | 514    | Piacenza Calcio (17), Hellas Verona (39), AC Parma/FC Parma (96), AC Mailand (94), AC Florenz (132), CFC Genua (50), FC Bologna (36), US Palermo (33), FC Empoli (14), Delfino Pescara (3) |
| 16   | Ciro Ferrara          | 1984–2005 | 500    | SSC Neapel (247), Juventus Turin (253) |
| 17   | Giovanni Galli        | 1977–1995 | 496    | AC Florenz (259), AC Mailand (98), SSC Neapel (98), Torino Calcio (31), AC Parma (10) |
| 18   | Tarcisio Burgnich     | 1958–1976 | 494    | Udinese Calcio (8), Juventus Turin (13), US Palermo (31), Inter Mailand (358), SSC Neapel (84)                                                                                             |
| 19   | Andrea Pirlo          | 1994–2015 | 493    | Brescia Calcio (40), Inter Mailand (22), Reggina Calcio (28), AC Mailand (284), Juventus Turin (119)                                                                                       |
|      | Goran Pandev          | 2003–2022 | 493    | Ancona Calcio (20), Lazio Rom (159), Inter Mailand (46), SSC Neapel (92), CFC Genua (176)                                                                                                  |
| 21   | Giuseppe Favalli      | 1989–2010 | 486    | US Cremonese (59), Lazio Rom (298), Inter Mailand (49), AC Mailand (80) |
| 22   | Alessandro Del Piero  | 1993–2012 | 478    | Juventus Turin (478) |
|      | Giancarlo De Sisti    | 1960–1979 | 478    | AS Rom (222), AC Florenz (256) |
|      | Angelo Peruzzi        | 1987–2007 | 478    | AS Rom (16), Hellas Verona (29), Juventus Turin (208), Inter Mailand (33), Lazio Rom (192)                                                                                                 |
| 25   | Giacinto Facchetti    | 1960–1978 | 475    | Inter Mailand (475) |
|      | Andrea Consigli       | 2009–     | 475    | Atalanta Bergamo (153), US Sassuolo Calcio (322) |
| 27   | Franco Baresi         | 1977–1997 | 470    | AC Mailand (470) |
| 28   | Pietro Ferraris       | 1929–1950 | 469    | US Pro Vercelli (86), SSC Neapel (83), Ambrosiana Inter (139), AC Turin (104), Novara Calcio (57)                                                                                          |
| 29   | Antonio Candreva      | 2008–     | 468    | Udinese Calcio (3), AS Livorno (19), Juventus Turin (16), FC Parma (31), AC Cesena (18), Lazio Rom (151), Inter Mailand (124), Sampdoria Genua (71), US Salernitana (35)                   |
| 30   | Sergio Cervato        | 1948–1964 | 466    | AC Florenz (316), Juventus Turin (62), SPAL Ferrara (88) |
| 31   | Franco Causio         | 1967–1986 | 460    | Juventus Turin (305), US Palermo (22), Udinese Calcio (83), Inter Mailand (24), US Lecce (26)                                                                                              |
| 32   | José Altafini         | 1958–1976 | 459    | AC Mailand (205), SSC Neapel (180), Juventus Turin (74) |
|      | Daniele de Rossi      | 2002–2019 | 459    | AS Rom (459) |
| 34   | Alessandro Costacurta | 1987–2007 | 458    | AC Mailand (458) |
| 35   | Roberto Baggio        | 1985–2004 | 452    | AC Florenz (94), Juventus Turin (141), AC Mailand (51), FC Bologna (30), Inter Mailand (41), Brescia Calcio (95)                                                                           |
| 36   | Sébastien Frey        | 1998–2013 | 446    | Inter Mailand (35), Hellas Verona (30), AC Parma/FC Parma (132), AC Florenz (175), CFC Genua (74)                                                                                          |
| 37   | Antonio Di Natale     | 2002–2016 | 445    | FC Empoli (60), Udinese Calcio (385) |
| 38   | Giampiero Boniperti   | 1946–1961 | 444    | Juventus Turin (444) |
| 39   | Mario Corso           | 1958–1974 | 436    | Inter Mailand (413), CFC Genua (23) |
| 40   | Leonardo Bonucci      | 2006–     | 431    | Inter Mailand (1), AS Bari (38), Juventus Turin (357), AC Mailand (35) |
| 41   | Giacomo Mari          | 1946–1960 | 426    | Atalanta Bergamo (113), Juventus Turin (133), Sampdoria Genua (70), Padova Calcio (110) |
| 42   | Francesco Janich      | 1956–1972 | 425    | Atalanta Bergamo (38), Lazio Rom (93), FC Bologna (294) |
| 43   | Amedeo Amadei         | 1936–1956 | 423    | AS Rom (182), Ambrosiana Inter (70), SSC Neapel (171) |
| 44   | Luca Marchegiani      | 1988–2005 | 422    | Torino Calcio (113), Lazio Rom (243), Chievo Verona (66) |
| 45   | Fabio Cannavaro       | 1993–2010 | 421    | SSC Neapel (58), AC Parma (212), Inter Mailand (50), Juventus Turin (101) |
| 46   | Morgan de Sanctis     | 1998–2016 | 419    | Juventus Turin (3), Udinese Calcio (187), SSC Neapel (147), AS Rom (75) |
| 47   | Sandro Mazzola        | 1960–1977 | 417    | Inter Mailand (417) |
|      | Alessandro Nesta      | 1993–2012 | 417    | Lazio Rom (193), AC Mailand (224) |
|      | Lorenzo De Silvestri  | 2007–     | 417    | Lazio Rom (47), AC Florenz (74), Sampdoria Genua (109), FC Turin (112), FC Bologna (75) |
| 49   | Francesco Antonioli   | 1991–2012 | 416    | AC Mailand (13), AC Reggiana (30), FC Bologna (100), AS Rom (102), Sampdoria Genua (104), AC Cesena (67)                                                                                   |
| 50   | Cesare Maldini        | 1952–1967 | 412    | US Triestina (32), AC Mailand (347), AC Turin (33) |
| 51   | Massimo Gobbi         | 2004–2019 | 411    | Cagliari Calcio (71), AC Florenz (81), AC Parma (171), Chievo Verona (88) |
| 52   | Lido Vieri            | 1958–1976 | 409    | AC Turin (269), Inter Mailand (140) |
|      | Marek Hamsik          | 2004–2019 | 409    | Brescia Calcio (1), SSC Neapel (408) |
| 54   | Sergio Santarini      | 1967–1983 | 406    | Inter Mailand (14), AS Roma (344), US Catanzaro (48) |
| 55   | Giorgio Ferrini       | 1960–1975 | 405    | AC Turin (405) |
|      | Giuseppe Savoldi      | 1965–1980 | 405    | Atalanta Bergamo (57), FC Bologna (230), SSC Neapel (118) |
|      | Diego Fuser           | 1986–2003 | 405    | Torino Calcio (49), AC Mailand (35), AC Florenz (32), Lazio Rom (188), AC Parma (86), AS Rom (15)                                                                                          |
| 58   | Mauro Tassotti        | 1978–1997 | 404    | Lazio Rom (41), AC Mailand (363) |
| 59   | Sandro Salvadore      | 1958–1974 | 403    | AC Mailand (72), Juventus Turin (331) |
|      | Lucidio Sentimenti    | 1938–1959 | 403    | FC Modena (53), Juventus Turin (129), Lazio Rom (170), Lanerossi Vicenza (48), AC Turin (3)                                                                                                |
|      | Luciano Castellini    | 1970–1985 | 403    | AC Turin (201), SSC Neapel (202) |
|      | Romano Fogli          | 1955–1971 | 403    | AC Turin (49), FC Bologna (285), AC Mailand (43), Catania Calcio (26) |
| 63   | Simone Perrotta       | 1998–2013 | 402    | Juventus Turin (5), AS Bari (56), Chievo Verona (95), AS Rom (246) |
| 65   | Gino Armano           | 1946–1959 | 401    | US Alessandria Calcio (57), Ambrosiana Inter (255), AC Turin (89) |
|      | Carlo Reguzzoni       | 1929–1948 | 401    | Pro Patria Calcio (42), FC Bologna (359) |
|      | Paolino Pulici        | 1968–1985 | 401    | AC Turin (335), Udinese Calcio (26), AC Florenz (40) |
| 68   | Kurt Hamrin           | 1956–1971 | 400    | Juventus Turin (23), Padova Calcio (30), AC Florenz (289), AC Mailand (36), SSC Neapel (22)                                                                                                |
|      | Teobaldo Depetrini    | 1930–1951 | 400    | US Pro Vercelli (66), Juventus Turin (304), AC Turin (30) |
|      | Antonio Cassano       | 1999–2016 | 400    | AS Bari (48), AS Rom (118), Sampdoria Genua (120), AC Mailand (33), Inter Mailand (28), FC Parma (53)                                                                                      |

## Statistik
Silvio Piola war in der Saison 1951/52 der erste Spieler, der über 500 Ligaspiele in der Serie A absolvierte. Bis zu seinem Karriereende 1954 baute der Rekordtorschütze der Serie A seinen Rekord auf 537 Partien aus. Erst in der Saison 1979/80 übertraf ihn der Torwart Dino Zoff und bestritt in 20 Jahren insgesamt 570 Partien in der höchsten Spielklasse. Zu Beginn des 21. Jahrhunderts fiel die Rekordmarke gleich mehrmals: Gianluca Pagliuca beendete seine aktive Karriere im Jahr 2007 und brach mit seinen 592 Einsätzen die bisherige Rekordmarke, die jedoch im selben Jahr durch Paolo Maldini erneut übertroffen wurde. Als zwei Jahre später Maldini seine 25-jährige Profikarriere im Dienste des AC Mailand beendete, hatte er mit 647 Partien eine neue Rekordmarke gesetzt. Maldinis Rekord hielt bis Juli 2020, als Gianluigi Buffon sein 648. Spiel in der Serie A bestritt. Buffon konnte die Rekordmarke auf insgesamt 657 Partien ausbauen.
Maldini war zugleich mit 25 Jahren Präsenz in der Serie A der am längsten aktive Spieler mit mindestens 400 Einsätzen. Gino Armano benötigte für seine 401 Ligaspiele insgesamt lediglich 13 Jahre und war der bisher am kürzesten aktive Spieler. Unter den 57 Spielern, die mindestens 400 Partien absolviert haben, befinden sich drei Spieler, die für eine andere als die italienische Nationalmannschaft aktiv waren.